# Dorota Gruca
Dorota Gruca (Tarnogród, 5 december 1970) is een Poolse langeafstandsloopster. Zij verzamelde tot nu toe gedurende haar atletiekcarrière in totaal dertien Poolse titels, waarvan negen op de baan en vier op de weg. Zij nam eenmaal deel aan de Olympische Spelen.

## Loopbaan
In 2005 nam Gruca deel aan de marathon tijdens de wereldkampioenschappen in Helsinki, waar zij als dertiende finishte in de persoonlijke recordtijd van 2:27.46. Op de 10.000 m heeft ze het Poolse record in handen. Gruca nam ook deel aan het wereldkampioenschap halve marathon in 1998 en 2000.
Op zondag 21 oktober 2007 werd Dorota Gruca achter Magdaline Chemjor tweede op de marathon van Amsterdam in 2:30.10. Op de Olympische Spelen van 2008 in Peking eindigde ze op een 30e plaats in 2:33.32.
Gruca is aangesloten bij Agros Zamość.

## Titels
- Pools kampioene 5000 m - 1995, 1998, 1999
- Pools kampioene 10.000 m - 1995, 1996, 1998, 1999, 2001, 2004
- Pools kampioene halve marathon - 1996, 2000, 2001, 2003

## Persoonlijke records
Baan
| Onderdeel | Prestatie       | Datum        | Plaats      |
| --------- | --------------- | ------------ | ----------- |
| 3000 m    | 9.09,57         | 30 mei 1998  | Lublin      |
| 5000 m    | 15.18,75        | 27 juni 2004 | Los Angeles |
| 10.000 m  | 31.52,2 (ex-NR) | 8 mei 2004   | Police      |

Weg
| Onderdeel      | Prestatie | Datum            | Plaats   |
| -------------- | --------- | ---------------- | -------- |
| halve marathon | 1:11.56   | 1 april 2001     | Berlijn  |
| 30 km          | 1:44.41   | 29 januari 2006  | Osaka    |
| marathon       | 2:27.46   | 14 augustus 2005 | Helsinki |

## Palmares

### 3000 m
- 1993: 4e Poolse kamp. - 9.36,245
- 1994:  Poolse kamp. - 9.21,68
- 2006:  New Mexico State Spring Classic in Las Cruces - 9.35,72

### 5000 m
- 1994: 4e Grudziadz - 16.23,10
- 1994:  Sopot - 16.07,49
- 1994:  Suwalki - 16.04,17
- 1995:  Kielce - 16.13,43
- 1995:  Kielce - 16.13,05
- 1995:  Poolse kamp. - 16.05,00
- 1998:  Adidas Oregon Track Classic in Portland - 15.41,36
- 1998:  Europacup in Malmo - 15.41,57
- 1998:  Poolse kamp.- 15.47,87
- 1998:  World Formia Meeting - 15.29,89
- 1998: 15e EK in Boedapest - 16.05,68
- 1999:  Olsztyn - 16.25,35
- 1999:  Poolse kamp.- 16.07,41
- 2000:  Lublin - 16.24,35
- 2000:  Zamosc Meeting - 15.46,39
- 2000: 4e Europacup B in Bydgoszcz - 16.07,53
- 2000:  Warsaw - 16.04,7
- 2001:  Zamosc - 16.22,47
- 2001:  Poolse kamp. - 16.07,08
- 2004:  Olympic Trials Twilight Distance Qualifier in Eagle Rock - 15.18,75
- 2007:  Poolse kamp. - 16.03,27

### 10.000 m
- 1995:  Poolse kamp. - 34.00,58
- 1996:  Poolse kamp. - 33.25,28
- 1998:  Poolse kamp. - 33.12,92
- 1999:  Poolse kamp. - 33.54,38
- 2000:  Poolse kamp. - 33.01,10
- 2001:  Poolse kamp. - 34.05,97
- 2004:  Poolse kamp. - 31.52,11

### 5 km
- 1996:  Darmstadter Nike Frauenlauf - 15.57
- 2000:  Mattoni Grand Prix in Praag - 16.23
- 2001:  Baltimore FILA - 15.52
- 2001:  Vanguard National Run for Recovery in Washington - 17.02
- 2004:  Schlotzsky's Deli Bun Run in Austin - 15.39
- 2012:  Carlsbad - 16.58
- 2013:  Carlsbad - 16.40
- 2013:  Lotto Ursynów Race in Warsaw - 16.41
- 2014:  Carlsbad - 17.08
- 2014:  Duke City in Albuquerque - 18.14

### 10 km
- 2001:  Bieg po Ziemi Makowskiej in Makow Podhalanski - 34.26
- 2001:  Rostocker CityLauf - 34.21
- 2002: 4e Cooper River Bridge Run in Charleston - 33.00
- 2002:  Independence Race in Gora - 33.39
- 2003:  Race to the Sun in Dzwizyno - 33.24
- 2004:  Bermuda International in Hamilton - 36.01
- 2004:  Celestial Seasonings Bolder Boulder - 34.45
- 2004: 5e Peachtree Road Race in Atlanta - 32.44
- 2004:  Juarez - 34.02
- 2006:  Bolder Boulder - 33.43
- 2006:  Barborkowy Bieg o Lampke Gornicza in Lubin - 34.13
- 2006:  Independence Race in Warsaw - 34.36
- 2008:  MDS Nordion in Ottawa - 32.46,6
- 2010:  New Times Phoenix - 34.57
- 2011:  3TV Phoenix - 36.12
- 2012:  Phoenix - 35.08

### 15 km
- 1998:  Philips International in Pila - 50.50
- 1999: 4e Pila - 52.22
- 2001:  Jaworzno International - 53.36
- 2003:  Cena Nasavrk in Nasavrky - 54.43
- 2012: 5e Southwest Spine and Sports Mountain to Fountain in Phoenix - 53.32
- 2013: 5e Southwest Spine and Sports Mountain to Fountain in Phoenix - 52.50

### 10 Eng. mijl
- 2003:  Park Forest Scenic - 54.23,7
- 2004:  Crim - 55.55
- 2005:  Grand Prix von Bern - 56.37,7
- 2007: 5e Dam tot Damloop - 55.19,3

### halve marathon
- 1995: 5e halve marathon van Brzeszcze - 1:14.32
- 1995: 68e WK in Belfort - 1:18.03
- 1996:  halve marathon van Brzeszcze - 1:12.58
- 1996: 19e WK in Palma de Mallorca - 1:14.07
- 1998: 53e WK in Uster - 1:15.12
- 1998:  Zilveren Kruis Achmea Loop  - 1:13.56
- 1999:  halve marathon van Zamosc - 1:16.05
- 1999:  halve van Haarlem - 1:12.56
- 1999: 4e Bredase Singelloop - 1:13.15
- 2000: 5e City-Pier-City Loop - 1:12.33
- 2000:  halve marathon van Pila - 1:13.03
- 2000:  Bredase Singelloop - 1:13.37
- 2000: 32e WK in Veracruz - 1:17.27
- 2001:  halve marathon van Berlijn - 1:11.56
- 2001:  halve marathon van Ossow - 1:17.07
- 2001:  halve marathon van Pila - 1:13.39
- 2003: 4e halve marathon van San Diego - 1:15.07
- 2003:  halve marathon van Pila - 1:13.20
- 2003:  halve marathon van Baltimore - 1:20.54
- 2004:  halve marathon van Austin - 1:12.34,4
- 2004:  halve marathon van Monterrey - 1:14.35
- 2004:  halve marathon van Chuhuahua - 1:14.58
- 2005: 4e halve marathon van Guadalajara - 1:15.16
- 2005:  halve marathon van Zapopan - 1:13.32
- 2005:  Greifenseelauf - 1:12.06
- 2006:  halve marathon van Houston - 1:12.08
- 2006:  halve marathon van Saltillo - 1:14.06
- 2007:  halve marathon van Pila - 1:13.29
- 2008:  halve marathon van Carlsbad - 1:14.24
- 2008: 32e WK in Rio de Janeiro - 1:16.46
- 2010: 4e halve marathon van Indianapolis - 1:14.45
- 2012:  halve marathon van Tempe - 1:18.34
- 2012:  halve marathon van Des Moines - 1:16.41
- 2013:  halve marathon van Tempe - 1:15.56
- 2013:  halve marathon van Radom - 1:17.08
- 2013: 9e halve marathon van Philadelphia - 1:15.25
- 2013:  halve marathon van Detroit - 1:18.33
- 2013:  halve marathon van San Antonio - 1:19.26

### 25 km
- 2001: 5e 25 km van Berlijn - 1:28.27

### marathon
- 1990: 9e marathon van Dêbno - 2:56.50
- 1991:  marathon van Wroclaw - 2:52.07
- 1992:  marathon van Warsaw - 2:48.29
- 1993: 4e marathon van Wroclaw - 2:53.57
- 2000:  marathon van Poznañ - 2:37.22
- 2001: 28e marathon van Nagoya - 2:38.43
- 2001: 8e marathon van Saint Paul - 2:34.55
- 2001:  marathon van Richmond - 2:36.16
- 2001:  marathon van Sacramento - 2:39.06
- 2002:  marathon van Nagano - 2:31.08
- 2002:  marathon van Monte Carlo - 2:39.26
- 2003:  marathon van Dortmund - 2:34.23
- 2003:  marathon van Richmond - 2:44.22
- 2004:  marathon van Birmingham - 2:56.06
- 2004:  marathon van Mazatlán - 2:28.49
- 2005:  marathon van Salt Lake City - 2:30.08
- 2005: 13e WK in Helsinki - 2:27.46
- 2005:  marathon van Las Vegas - 2:31.55
- 2006: 6e marathon van Osaka - 2:29.17
- 2006: 9e marathon van Singapore - 2:50.06
- 2007:  marathon van Amsterdam - 2:30.10,0
- 2008:  marathon van Nagano - 2:31.54
- 2008: 30e OS in Peking - 2:33.32
- 2009:  marathon van San Antonio - 2:36.07
- 2010:  marathon van Dêbno - 2:39.19
- 2010:  marathon van Las Vegas - 2:44.36
- 2013:  marathon van Lublin - 3:13.57
- 2013: 16e marathon van Sacramento - 2:43.42
- 2015: 23e marathon van Boston - 2:48.49